# National Institute of Technology Calicut
 (juillet 2018).
National Institute of Technology Calicut ou NITC  est un institut national de technologie situé à Kozhikode dans l'État du Kerala.

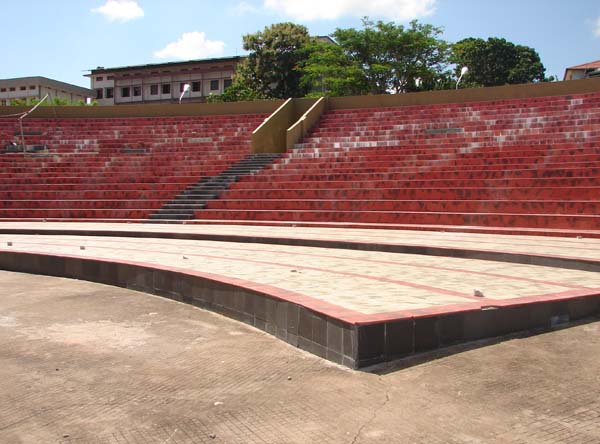